# Serge Torrano
Serge Torrano (Sorède (Pyrénées-Orientales), 17 février 1950 – Agen, 30 mars 2015), est un aiguilleur à la SNCF, militant communiste libertaire et syndicaliste.

## Biographie
Après l’obtention du certificat d’études primaires, il obtint un CAP de serrurier en 1967. En 1969, il entre comme cheminot à la SNCF où il travaille jusqu’à sa retraite.
Son parcours militant est émaillé de rencontres marquantes comme celles de Daniel Guérin, Michel Ravelli ou Ramon Finster.
Son engagement dans le mouvement libertaire date de 1971 lorsqu’il rejoint l’Organisation révolutionnaire anarchiste (ORA) renommée Organisation communiste libertaire (OCL). Dans ces deux organisations, il milite dans les groupes du XIIIe arrondissement de Paris et participe activement à de nombreuses occupations d’immeubles contre la rénovation et les expulsions.
Après une première expérience de grève ouvrière en 1968 dans les Pyrénées-Orientales, il est actif dans toutes les grèves de 1969 à la SNCF, avec leur apogée, la grève de 1986.
En 1973, avec notamment Henri Célié et Claude Beaugrand, il est à l’origine de la création d’un journal libertaire à la SNCF : Le Rail enchaîné.
En 1977, suivant la ligne désormais antisyndicaliste de l’OCL parisienne, il démissionne de la CFDT et rejoint un collectif radical et autonome de cheminots. En 1979, renonçant à l’antisyndicalisme, il quitte l’OCL et réadhère à la CFDT, où il milite dans l'opposition de gauche.
Élu à plusieurs reprises délégué du personnel, mais en opposition aux directions syndicales traditionnelles, il est l’un des initiateurs du syndicat SUD-Rail dont il fut élu secrétaire régional, en juin 1996, pour Austerlitz-Montparnasse.

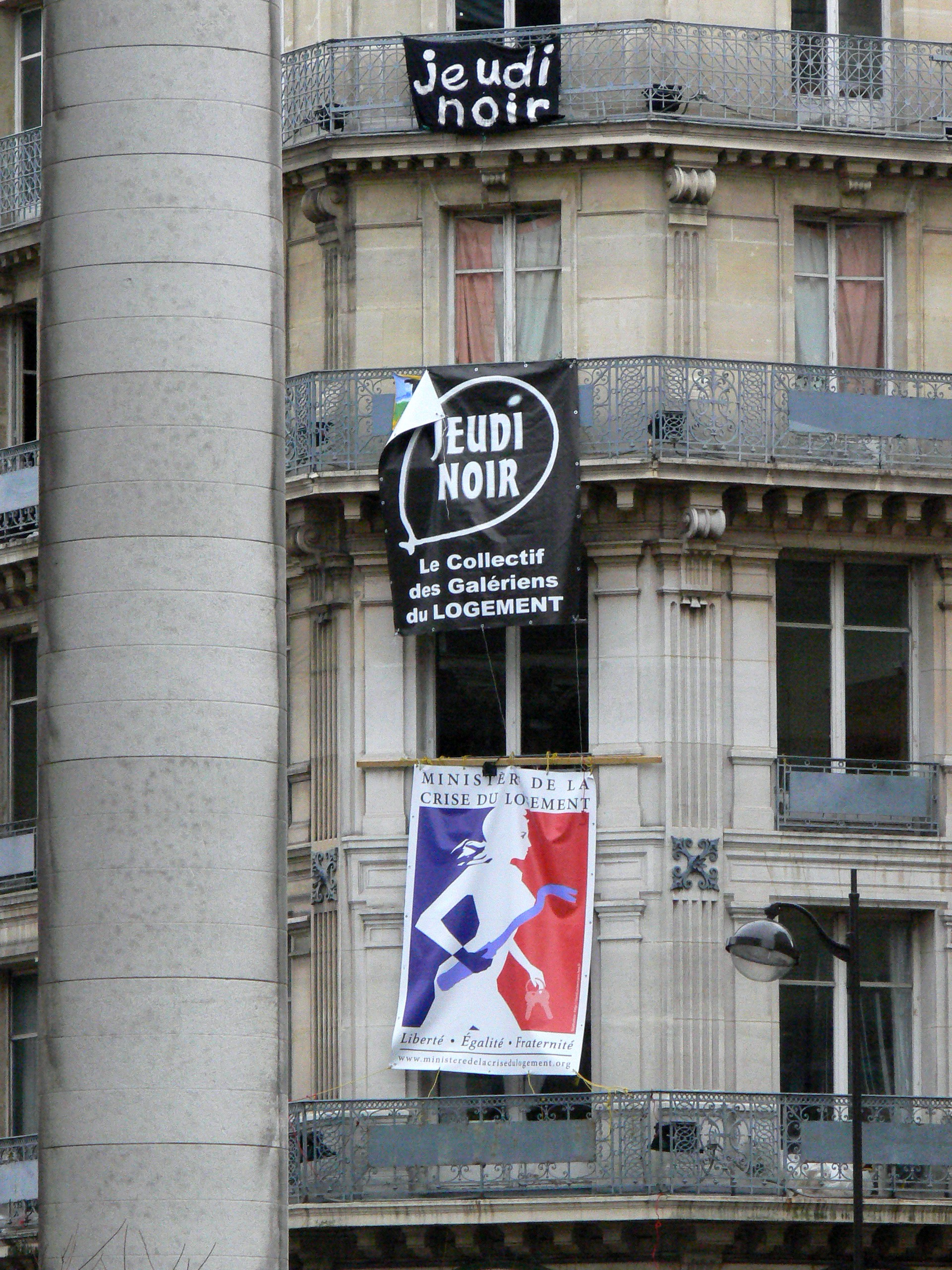
Des banderoles du Collectif Jeudi noir à Paris.

À la retraite en 2005, il s’investit il participe dès septembre 2006 au Collectif Jeudi noir sur le logement et à ses actions contre les abus des loyers chers. Il est présent lorsque ce collectif, associé à Macaq et Droit au Logement, ouvre en janvier 2007 le Ministère de la Crise du Logement, au 24 rue de la Banque, sur la place de la Bourse, dans le 2e arrondissement de Paris.
Installé au début des années 2010 à Agen, il adhère à Alternative libertaire. Il meurt, le 30 mars 2015, des suites d’un infarctus.

## Œuvres
Il contribue à la presse libertaire et notamment à Front libertaire des luttes de classes (1970-1979) et au Rail enchaîné journal des cheminots communistes libertaires (1973-1976).